# Raynans
Raynans és un municipi francès situat al departament del Doubs i a la regió de Borgonya - Franc Comtat. L'any 2007 tenia 310 habitants.

## Demografia

### Població
El 2007 la població de fet de Raynans era de 310 persones. Hi havia 110 famílies de les quals 8 eren unipersonals (4 homes vivint sols i 4 dones vivint soles), 40 parelles sense fills, 58 parelles amb fills i 4 famílies monoparentals amb fills.
La població ha evolucionat segons el següent gràfic:
Habitants censats

### Habitatges
El 2007 hi havia 119 habitatges, 109 eren l'habitatge principal de la família, 1 era una segona residència i 9 estaven desocupats. 115 eren cases i 4 eren apartaments. Dels 109 habitatges principals, 100 estaven ocupats pels seus propietaris, 8 estaven llogats i ocupats pels llogaters i 1 estava cedit a títol gratuït; 4 tenien tres cambres, 19 en tenien quatre i 86 en tenien cinc o més. 88 habitatges disposaven pel capbaix d'una plaça de pàrquing. A 27 habitatges hi havia un automòbil i a 78 n'hi havia dos o més.

### Piràmide de població
La piràmide de població per edats i sexe el 2009 era:
| Homes | Edats   | Dones |
| ----- | ------- | ----- |
| 0     | 95 o +  | 0     |
| 0     | 90 a 94 | 0     |
| 0     | 85 a 89 | 4     |
| 4     | 80 a 84 | 0     |
| 0     | 75 a 79 | 0     |
| 0     | 70 a 74 | 0     |
| 4     | 65 a 69 | 4     |
| 8     | 60 a 64 | 12    |
| 4     | 55 a 59 | 4     |
| 12    | 50 a 54 | 8     |
| 8     | 45 a 49 | 4     |
| 20    | 40 a 44 | 28    |
| 12    | 35 a 39 | 8     |
| 0     | 30 a 34 | 4     |
| 4     | 25 a 29 | 0     |
| 4     | 20 a 24 | 0     |
| 24    | 15 a 19 | 12    |
| 8     | 10 a 14 | 20    |
| 4     | 5 a 9   | 8     |
| 8     | 0 a 4   | 0     |

## Economia
El 2007 la població en edat de treballar era de 212 persones, 151 eren actives i 61 eren inactives. De les 151 persones actives 144 estaven ocupades (76 homes i 68 dones) i 7 estaven aturades (3 homes i 4 dones). De les 61 persones inactives 25 estaven jubilades, 29 estaven estudiant i 7 estaven classificades com a «altres inactius».

### Ingressos
El 2009 a Raynans hi havia 101 unitats fiscals que integraven 297,5 persones, la mediana anual d'ingressos fiscals per persona era de 23.297 €.

### Activitats econòmiques
Dels 10 establiments que hi havia el 2007, 4 eren d'empreses extractives, 1 d'una empresa de construcció, 1 d'una empresa de comerç i reparació d'automòbils i 4 d'empreses de serveis.
L'únic servei als particulars que hi havia el 2009 era una fusteria.
L'any 2000 a Raynans hi havia 3 explotacions agrícoles que ocupaven un total de 204 hectàrees.

## Equipaments sanitaris i escolars
El 2009 hi havia una escola elemental integrada dins d'un grup escolar amb les comunes properes formant una escola dispersa.

## Poblacions més properes
El següent diagrama mostra les poblacions més properes.